# Block House

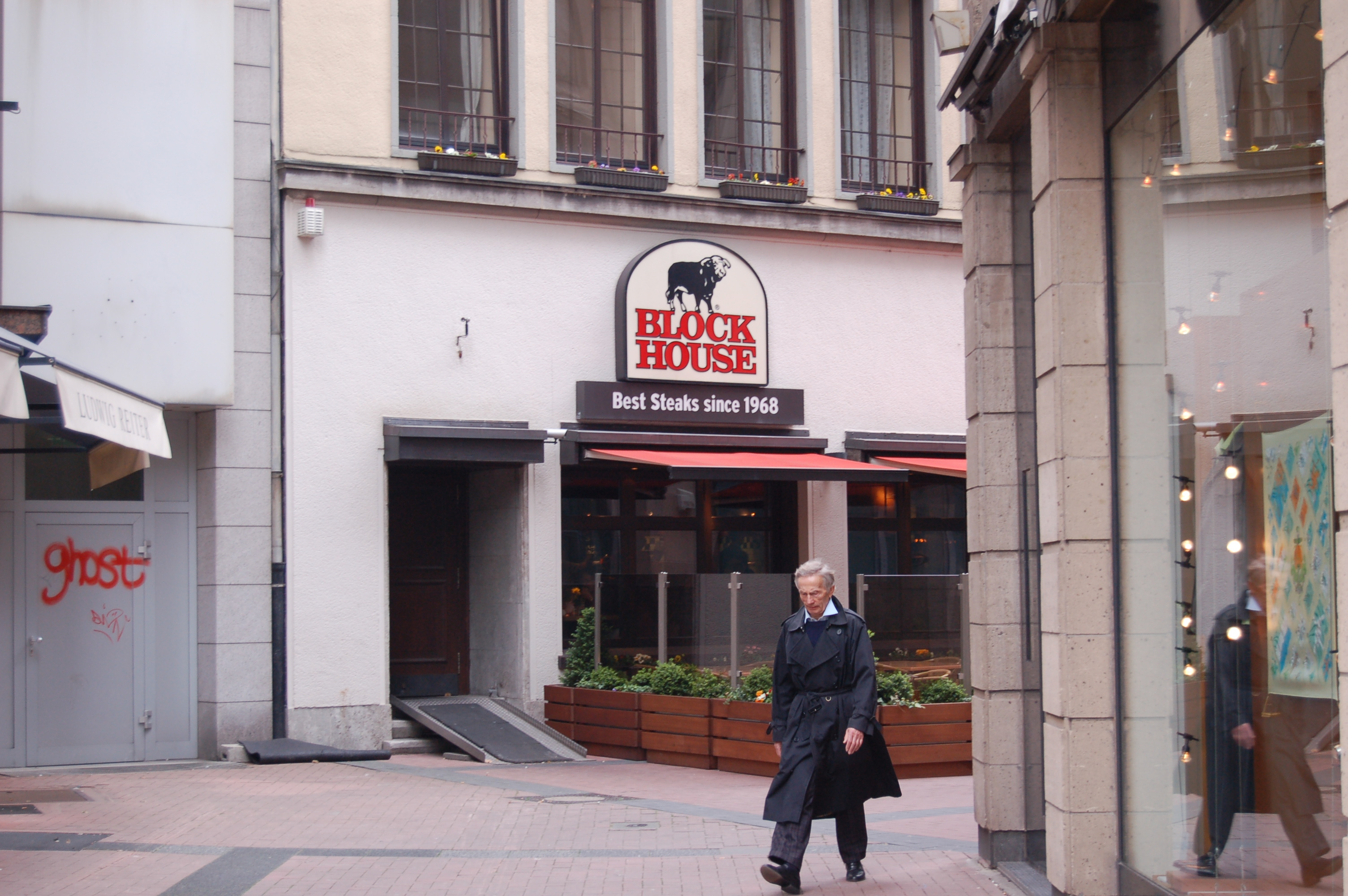
En Block House-restaurang.

Block House är en tysk restaurangkedja med bas i Hamburg, grundad av Eugen Block och Marlies Head, 1968. Man serverar i huvudsak olika typer av biff. Kedjan består av 55 restauranger i Europa, varav 44 finns i Tyskland. De övriga återfinns i Schweiz, Portugal och Spanien.
Block House ingår i koncernen Eugen Block Holding.